# Свято-Михайловская церковь (Торез)
Свято-Михайловский храм (Храм святого Архангела Михаила) — православный храм Донецкой и Мариупольской епархии Украинской православной церкви (Московского Патриархата), располагающийся в городе Торез, построенный в 1906 году как деревянная домовая церковь.

## История храма
В начале XX века жители поселка железнодорожной станции Чистяково обратились за благословением на строительство храма в правящего архиерея, епископа Екатеринославского и Таганрогского Симеона (Покровского), на что получили архипастырское благословение.
Строительство храма велось на пожертвования жителей посёлка и было завершено в 1906 году. Здание храма было деревянным и по своей архитектуре представляло собой домовую церковь небольших размеров. Храм освятили в честь Архистратига Михаила и прочих небесных сил бесплотных.
На протяжении всей своей истории храм не прекращал своего существования. Даже в годы гонений на православную церковь, Свято-Михайловский храм оставался единственным оплотом православия в городе.
Будучи единственным храмом города, он не мог вместить всех желающих. Долгое время главным желанием общины было увеличение площади храма, но власть не давала согласия на это.
И только в 1978 году, стараниями настоятеля храма протоиерея Иоанна Самолевича было получено разрешение на капитальный ремонт храма. Пользуясь этой возможностью, за один строительный сезон построено новое здание вокруг старого, после этого старый храм был демонтирован. Таким образом построили новый храм большей площади.
В начале 80-х за счет выкупа соседних домов увеличилась территория церковного двора. Это дало возможность для строительства причтового дома.
При Свято-Михайловском храме действует воскресная школа. Каждую неделю в храме происходит молебен Архангелу Михаилу. По благословению митрополита Донецкого и Мариупольского Илариона настоятель храма протоиерей Андрей Алтухов несёт духовное окормление рабочих ЗАО «Ремовуголь», для этого на шахте создана молитвенная комната.